# Grzałka patronowa
Grzałka patronowa (ang. cartridge heaters, grzejny element patronowy) to specjalna konstrukcja, pozwalająca na uzyskiwanie bardzo wysokiej emisji ciepła ze stosunkowo niewielkiej powierzchni (nawet ponad 50 W/cm2).

## Konstrukcja
Na ceramicznym rdzeniu usytuowanym centrycznie w osi grzałki nawinięty jest drut oporowy ze stopu niklowo-chromowego. Całość umieszczona jest w rurze osłonowej wykonanej na ogół ze stali nierdzewnej. Przestrzeń między rurą a samym elementem grzejnym wypełnia natomiast sproszkowany, mocno zagęszczony materiał izolacyjny, którym jest tlenek magnezu (MgO). Odpowiednie zagęszczenie materiału izolacyjnego wpływa na zmniejszenie podatności dielektrycznej i jednocześnie polepsza odprowadzanie powstającego ciepła, przez co umożliwia szybkie nagrzewanie się ośrodka. Płaszcz metalowy, wykonany ze stali nierdzewnej jest precyzyjnie oszlifowany, co daje stały wymiar średnicy na całej długości grzałki, a tym samym zapewnia bardzo dobry kontakt z powierzchnią ogrzewaną i skuteczniejsze przekazywanie ciepła. 
Grzałki patronowe mogą też posiadać wbudowaną na stałe termoparę, dzięki której znajdują zastosowanie w konstrukcjach, w których z powodu ograniczonego miejsca nie może być zastosowany niezależny element pomiaru temperatury. Grzałki tego typu bardzo często pracują w dopasowanych metalowych gniazdach form lub stempli do wytłaczania, pieczętowania lub zgrzewania w maszynach pakujących.

## Charakterystyka
- Wyprowadzenie zasilania z jednej strony elementu (możliwa jest również konfiguracja z wyprowadzeniami z obu stron).
- Konstrukcja umożliwiająca uzyskanie jak największej ilości ciepła z niewielkiej powierzchni (duże obciążenia powierzchniowe).
- Możliwość zabudowy w niewielkich powierzchniach (np. w otworach form).
- Duże temperatury znamionowe (do 870°C na płaszczu grzałki).